# Naothyrsium splendidum
Naothyrsium splendidum är en svampart som beskrevs av Bat. & J.L. Bezerra 1960. Naothyrsium splendidum ingår i släktet Naothyrsium, divisionen sporsäcksvampar och riket svampar.   Inga underarter finns listade i Catalogue of Life.